# Usgentia
Usgentia és un gènere d'arnes de la família Crambidae.

## Taxonomia
- Usgentia quadridentale (Zerny, 1914)
- Usgentia vespertalis (Herrich-Schäffer, 1851)